# Kanton Limoux
Kanton Limoux (fr. Canton de Limoux) je francouzský kanton v departementu Aude v regionu Languedoc-Roussillon. Skládá se z 23 obcí.

## Obce kantonu
- Alet-les-Bains
- Ajac
- La Bezole
- Bouriège
- Bourigeole
- Castelreng
- Cépie
- Cournanel
- La Digne-d'Amont
- La Digne-d'Aval
- Festes-et-Saint-André
- Gaja-et-Villedieu
- Limoux
- Loupia
- Magrie
- Malras
- Pauligne
- Pieusse
- Saint-Couat-du-Razès
- Saint-Martin-de-Villereglan
- Tourreilles
- Véraza
- Villelongue-d'Aude